# Liparetrus luridus
Liparetrus luridus är en skalbaggsart som beskrevs av Britton 1980. Liparetrus luridus ingår i släktet Liparetrus och familjen Melolonthidae. Inga underarter finns listade i Catalogue of Life.